# Reflectiescherm
Een reflectiescherm is een scherm dat in de fotografie gebruikt wordt om licht te reflecteren. Licht van de hoofdbron (zon, studiolampen of flitsers) wordt via het scherm gereflecteerd om bijvoorbeeld schaduwpartijen van het onderwerp op te lichten. Hierdoor worden schaduwen minder zwart/donker, wat over het algemeen een prettiger beeld geeft. Reflectieschermen zijn er in verschillende kleuren waarbij men kan stellen dat de kleur van het scherm de kleur van de reflectie is. 
De schermen zijn er in vele soorten, maten en vormen en min of meer opvouwbaar/flexibel, zodat ze gemakkelijk mee te nemen zijn voor op locatie. Allerlei materialen zoals geëxpandeerd polystyreen, wit papier of karton zijn geschikt om als reflectiescherm te gebruiken.